# Blossom Books
Blossom Books is een Nederlandse uitgeverij die zich voornamelijk richt op het young adult-genre. Onder de naam Blossom Books Bold geeft de uitgeverij ook non-fictie uit, vaak met een activistische inslag. In 2025 werd Blossom Books onderdeel van Xander Uitgevers, dat zelf weer onderdeel uitmaakt van WPG Uitgevers.

## Vertalingen
Blossom Books geeft onder andere de Grisha-serie van Leigh Bardugo uit in het Nederlands.

## Nederlandse auteurs
Auteurs uitgegeven door Blossom Books zijn onder andere: Astrid Boonstoppel, Elin Meijnen, Carlie van Tongeren, Bianca Toeps, Francien Regelink en de dames van het feministische platform DAMN, HONEY.